# Đồng Tiến, thành phố Hòa Bình
Đồng Tiến là một phường thuộc thành phố Hòa Bình, tỉnh Hòa Bình, Việt Nam.
Phường Đồng Tiến có diện tích 2,07 km², dân số năm 1999 là 10.712 người, mật độ dân số đạt 5.175 người/km².